# Eleições para o Conselho Popular do Turcomenistão em 2021
As eleições para o Conselho Popular foram realizadas no Turquemenistão em 28 de março de 2021 para eleger 48 dos 56 membros do Conselho Popular (Halk Maslahaty). Outros 8 foram nomeados pelo presidente em 14 de abril de 2021.

## Fundo
Ver artigo principal: Eleições no Turcomenistão
Nenhuma eleição realizada desde a independência do país da União Soviética foi julgada livre ou justa, e a mídia internacional muitas vezes se refere ao Turquemenistão como um Estado totalitário.

## Sistema eleitoral
Após as emendas constitucionais aprovadas em 2020, a Assembleia unicameral de 125 assentos foi substituída pelo Conselho Nacional bicameral, com a Assembleia se tornando a câmara baixa e o Conselho Popular de 56 assentos (Halk Maslahaty) tornando-se a câmara alta, composta por 48 membros eleitos pelos conselhos regionais e oito nomeados pelo Presidente.

## Resultados
A mídia oficial turcomena informou que dos 240 eleitores aptos a votar, 231 (98,7%) participaram. Eles vieram dos Maslahatys Halk das cinco províncias e da cidade de Asgabate: 37 da província de Ahal, 38 da província de Lebap, e 39 cada uma das outras províncias e da cidade de Asgabate. Cento e doze candidatos concorreram a 48 vagas. Vinte e sete por cento (27%) dos candidatos vencedores eram mulheres. O presidente Gurbanguly Berdimuhammedow estava entre os candidatos eleitos para o Halk Maslahaty como membro da província de Ahal. Ele teria recebido 100% dos votos dos eleitores.
| Partido                               | Assentos |
| ------------------------------------- | -------- |
| Independentes                         | 45       |
| Partido Democrático do Turquemenistão | 3        |
| Membros indicados                     | 8        |
| Total                                 | 56       |
|                                       |          |
| Fonte:                                |          |